# August Maturo
August Maturo (Ventura, California, 28 de agosto de 2007) es un actor estadounidense. Es mejor conocido por su actuación como Auggie Matthews en la comedia de Disney Channel Girl Meets World, y su papel recurrente como la voz de Puck McSnorter en Mickey and the Roadster Racers. También ha participado en las películas de terror y suspenso The Nun (2018) y Slapface (2021).

## Biografía
Maturo nació y creció en Ventura, California, donde comenzó a actuar profesionalmente a la edad de 4 años. Comenzó a asistir a la universidad en 2022 a los 14 años, debido a tener una inteligencia superior a la de los chicos de su edad. Es de ascendencia italiana y jordana.

## Carrera
De 2012 a 2014, August Maturo interpretó pequeños papeles en programas de televisión, como la temporada 8 de How I Met Your Mother, luego en la temporada 8 de Weeds, en la temporada 4 de Raising Hope, y finalmente en la temporada 1 de Dads.
De 2014 a 2017, Maturo participó en la comedia de Disney Channel Girl Meets World como Auggie Matthews, el hermano menor de la protagonista.
En 2018, Maturo interpretó a Daniel en The Nun, un spin-off/precuela de The Conjuring 2 de 2016.
En 2019, Maturo viajó a Budapest para filmar Shepherd: The Story of a Jewish Dog. En la película, su personaje se separa de su familia durante la Segunda Guerra Mundial y se reencuentra con su pastor alemán, que ha sido adoptado por un oficial nazi en un campo de guerra al que han llevado a Joshua. La película está basada en la exitosa novela israelí "The Jewish Dog" de Asher Kravitz, y tuvo un estreno limitado en un festival en 2021.
En 2020, Maturo completó el rodaje de la película Slapface y el cortometraje Boys. En Slapface, la adaptación del cortometraje homónimo de Jeremiah Kipp de 2017, Maturo interpretó a Lucas, el protagonista del thriller de terror, y ganó el premio al Mejor Actor en Grimmfest 2021 por su papel en la película. El cortometraje Boys, protagonizado por Maturo, se estrenó en LA Shorts y se ha proyectado en muchos otros festivales en 2021. Dirigido por Luke Benward, Boys fue considerado para un Premio de la Academia 2022 en la categoría de cortometraje no animado.
En 2022, Maturo fue productor ejecutivo de un documental dramático en realidad virtual llamado Just Like You – Food Allergies.

## Vida personal
Maturo es un defensor de la concientización sobre las alergias alimentarias, después de sufrir una anafilaxia potencialmente fatal mientras estaba en el set de Girl Meets World cuando tenía tan solo seis años.

## Filmografía

### Películas
| Año  | Título                              | Role   | Notas                             | Ref.  |
| ---- | ----------------------------------- | ------ | --------------------------------- | ----- |
| 2012 | Applebaum                           | Isaac  | Película para televisión          |       |
| 2018 | La monja                            | Daniel | Debut como actor en largometrajes |       |
| 2019 | Shepherd: The Story of a Jewish Dog | Joshua |                                   |       |
| 2021 | Slapface                            | Lucas  |                                   | [ 8 ] |
| 2021 | Boys                                | Chris  | Cortometraje                      |       |

### Televisión
| Año       | Título                         | Papel                      | Notas                 | Ref           |
| --------- | ------------------------------ | -------------------------- | --------------------- | ------------- |
| 2012      | Weeds                          | Kyle                       | 1 episodio            |               |
| 2012      | How I Met Your Mother          | Marvin de 6 años           | 1 episodio            |               |
| 2013      | Dads                           | Alden                      | Piloto                |               |
| 2013      | Raising Hope                   | Chico nerd                 | 1 episodio            |               |
| 2014-2017 | Girl Meets World               | Auggie Matthews            | Papel principal       | [ 12 ] [ 13 ] |
| 2014      | See Dad Run                    | Adam                       | 1 episodio            |               |
| 2014      | Suburgatory                    | Chico                      | 1 episodio            |               |
| 2014      | Bones                          | Scotty                     | 1 episodio            |               |
| 2016      | The Odd Couple                 | Simon                      | 1 episodio            |               |
| 2016      | Teachers                       | Kyle                       | 1 episodio            |               |
| 2017-2021 | Mickey and the Roadster Racers | Puck McSnorter             | Voz; papel recurrente |               |
| 2021      | The Conners                    | Compañero de clase de Mark | 1 episodio            |               |
| 2023      | 9-1-1                          | Bowen Lark                 | 1 episodio            |               |

### Videos musicales
| Año  | Título  | Artista       | Notas                       |
| ---- | ------- | ------------- | --------------------------- |
| 2016 | "Idaho" | Bryan Lanning | Acreditado como chico líder |

## Premios y nominaciones
| Año  | Otorgar              | Categoría                                      | Obra nominada    | Resultado | Ref.   |
| ---- | -------------------- | ---------------------------------------------- | ---------------- | --------- | ------ |
| 2015 | Premios Young Artist | Mejor reparto joven en una serie de televisión | Girl Meets World | Nominado  | [ 15 ] |
| 2021 | The Reaper Awards    | Mejor actor en largometraje                    | Slapface         | Ganador   | [ 16 ] |